# Vanessa Carlton
Vanessa Lee Carlton (Milford, 16 augustus 1980) is een Amerikaans singer-songwriter en pianiste. Met de wereldwijde hit A Thousand Miles kreeg ze in 2002 naamsbekendheid.

## Leven en carrière

### Jeugd
Vanessa Carlton werd in de Amerikaanse plaats Milford geboren op 16 augustus 1980. Als dochter van Ed Carlton, adviseur in de luchtvaart, en Heidi Lee Carlton, pianiste en muzieklerares, is ze van zowel half-Scandinavische als half-Russische origine Carlton heeft een jongere zus, Gwen, en een jongere broer, Edmund.
Op vroege leeftijd raakte Carlton geïnteresseerd in kunst en muziek. Als tweejarig meisje was ze continu aan het tekenen op een Montessorischool. Op die leeftijd speelde ze ook It's A Small World op de piano na een bezoek aan Disneyland. Dat laatste bleek het eerste signaal van haar muzikaliteit. Vanaf dat moment kreeg Carlton pianoles van haar moeder waarbij ze kennismaakte met onder andere de componisten Erik Satie, Mozart en Debussy. Op haar achtste schreef Carlton haar eerste pianoversjes.
Toen ze negen was, genoot ballet haar bijzondere interesse. Vier jaar later reisde Carlton met regelmaat naar New York om met grote balletdanseressen als Gelsey Kirkland en Nenette Charisse te oefenen. Op veertienjarige leeftijd werd ze aangenomen op de School of American Ballet in New York, waarvoor ze haar ouderlijk huis verliet voor een verblijfplaats in Lincoln Center.
De druk en competitie in de balletwereld frustreerde en isoleerde haar op den duur. Op haar zeventiende begon ze daarom weer met het schrijven van pianostukken, ditmaal mét tekst die ze bovendien zelf zong. Dat ze haar stem en de piano op die manier bij elkaar zou brengen, had ze daarvoor niet kunnen voorstellen. Na te zijn geslaagd ging Carlton studeren aan de Columbia-universiteit, wat ze kort daarna opgaf voor een baan als serveerster in Lower Manhattan. Ondertussen besteedde ze dag en nacht aan het schrijven en zingen van liedjes, hopend op een doorbraak.

### Be Not Nobody (2002)
Carltons zangcarrière begon in de beroemde club The Bitter End in Greenwich Village, New York. Aangezien ze nog maar zeventien jaar was, moest ze daarvoor haar vader meenemen. Vanaf dit optreden in de nachtclub begon de zoektocht naar een platencontract. Dat bleek in eerste instantie lastig, doordat vele producenten Carltons melodieën en teksten niet commercieel genoeg vonden. Uiteindelijk nodigde Peter Zizzo, een paar maanden nadat hij Carlton had ontmoet, haar uit om een demo op te nemen. In 1998 tekende Carlton een platencontract bij Interscope Records, waar ze startte met het opnemen van haar eerste album Rinse dat echter nooit uitgebracht zou worden. Toenmalig voorman van A&M Records Ron Fair ging vervolgens met Carltons liedjes aan de slag. Van het album Rinse zouden Ordinary Day, Pretty Baby, Rinse en Twilight in 2002 verschijnen op het debuutalbum Be Not Nobody, evenals Interlude, beter bekend als A Thousand Miles. Rinse-nummer Carnival werd overigens alsnog opgenomen onder de naam Dark Carnival voor videogame Spy Hunter 2.
Met A Thousand Miles had Carlton in 2002 een wereldwijde hit. In Nederland stond het nummer 17 weken in de Nederlandse Top 40 en bereikte daarin de zesde positie. In Vlaanderen stond het nummer 18 weken in de Ultratop 50 en haalde daar de vierde positie. Bovendien werd A Thousand Miles genomineerd voor de Grammy Award voor zowel Record of the Year als Song of the Year en kreeg het de BMI Pop Award alsmede de VH1 Big Award toegewezen. Van Be Not Nobody werden mondiaal meer dan twee miljoen exemplaren verkocht, waarmee het album platina werd.

### Harmonium (2004)
Na haar succesalbum – waarop met name de smaak van producer Ron Fair naar voren was gekomen - was Carlton vastbesloten een album op te nemen dat dichter bij haar persoonlijkheid kwam te liggen. Met haar toenmalige vriend Stephan Jenkins, zanger van Third Eye Blind, besloot ze nieuwe liedjes op te nemen in de contreien van George Lucas' Skywalker Ranch vlak bij San Francisco. Carltons tweede album kreeg de naam Harmonium en werd in 2004 uitgebracht. Deze verzameling van elf liedjes maakt een meer volwassen indruk vergeleken met het zelfbewuste, meisjesachtige karakter van Carltons debuutalbum. Het nummer White Houses – naast Who's to say en Private Radio een single op het album – belichaamt Carltons ambitie haar waarheid te vertellen met Harmonium. Het liedje gaat over een meisje dat haar maagdelijkheid verliest. Saillant is dat Amerikaanse televisiezenders MTV en VH1 en verscheidene radiostations White Houses hebben gecensureerd, omdat het volgens hen "inhoudelijk te expliciet was". Carlton kreeg daarbij bovendien geen steun van haar label dat naar haar eigen zeggen tekortschoot in de promotie van Harmonium. Het deed haar besluiten A&M Records te verlaten en op zoek te gaan naar een andere platenlabel.

### Heroes & Thieves (2007)
Hoewel Carlton de mogelijkheid kreeg om Harmonium opnieuw uit te brengen onder een "artiest-vriendelijk" platenlabel, besloot ze zich op de toekomst te richten en nieuwe liedjes onder de aandacht te brengen. Met Stephan Jenkins, inmiddels haar ex-vriend, en Linda Perry, waarmee ze eerder al samengewerkt had, ging Carlton aan de slag met een nieuw album. Dit werd onder het label Inc. Records van producent Irv Gotti in 2007 uitgebracht met Heroes & Thieves als titel. Volgens Carlton is dit haar eerste album waarbij de liedjes elk een hoofdstuk vormen van een verhaal waarin een "onderliggende draad" is verwerkt. Van de elf nummers op de cd zijn twee als single uitgebracht, te weten Nolita Fairytale en Hands On Me. Tevens is het in het liedje The One Stevie Nicks, oud-Fleetwood-Maczangeres, die Carlton vocaal vergezelt.

### Rabbits on the Run (2011)

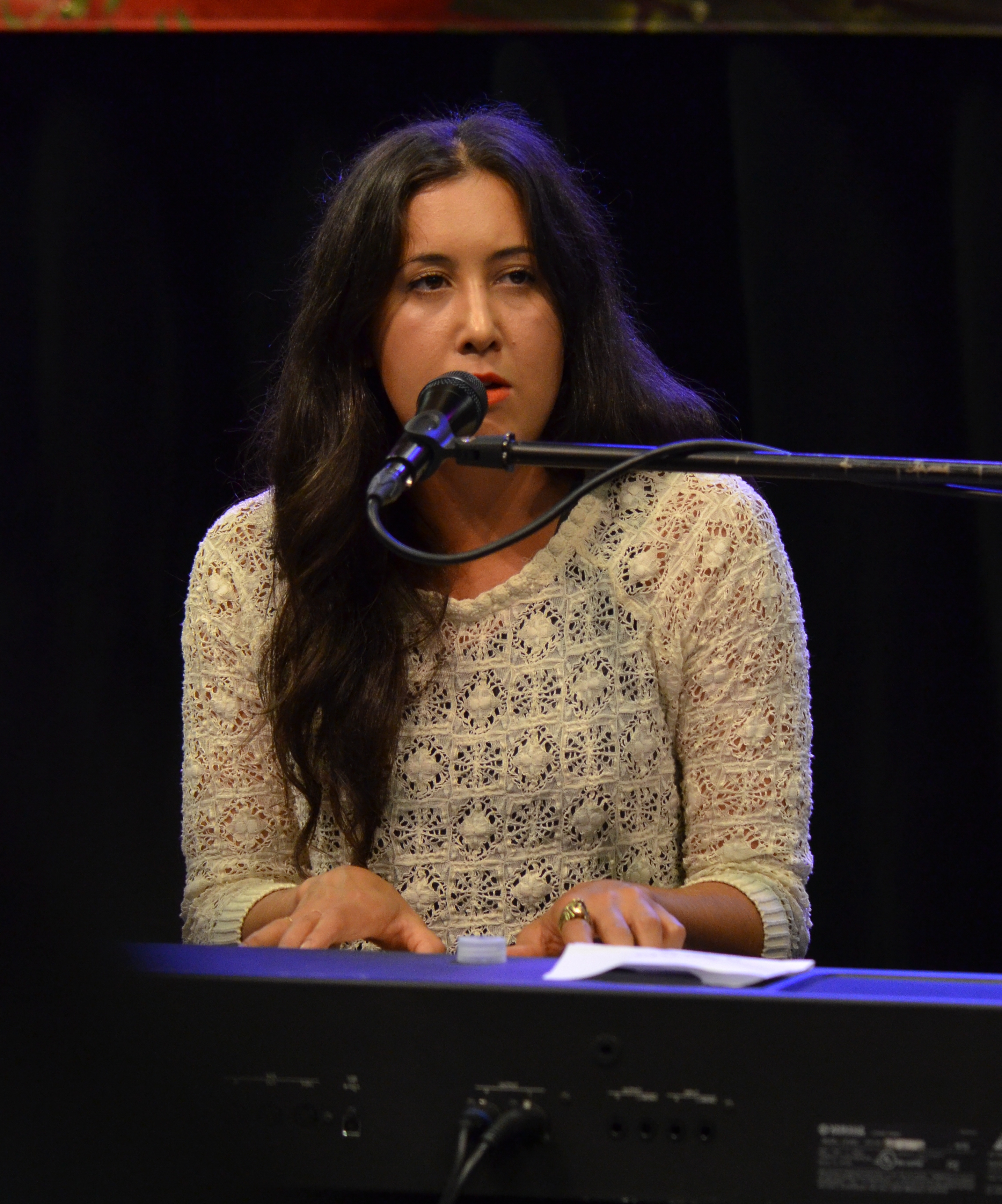
Vanessa Carlton tijdens optreden augustus 2011

Na het uitbrengen van haar derde album bleef het zo'n vier jaar stil rond Carlton. Ze had tijd nodig om tot bezinning te komen na een jarenlange sprint die Carlton vanaf haar ontdekking in haar tienertijd had ingezet. Verward door allerlei beslissingen die ze had genomen, en teleurgesteld op diverse manieren, begon ze met het studeren van uiteenlopende muziek: van klassieke muziek tot reggae; gewoon om te observeren en aandacht aan te besteden. Carlton had het vermoeden dat haar volgende project een meer instrumentaal karakter zou gaan krijgen. Een bezoek aan Engeland echter stimuleerde haar een persoonlijke songtekst te schrijven, waarmee het lied London was geboren. Het bleek een eerste stap te zijn van haar nieuwe album dat Rabbits on the Run zou gaan heten. In New York vervolgde ze het schrijven van liedjes, waarbij ze zich hoofdzakelijk liet inspireren door twee boeken, te weten Watership Down van Richard Adams en A Brief History of Time van natuurkundige Stephen Hawking. Onder meer in respectievelijk Carousel, nota bene de enige single van dit vierde album, en Tall Tales for Spring zijn deze inspiraties terug te vinden. Gaandeweg het schrijfproces kreeg Carlton steeds meer voor ogen welk geluid haar nieuwe liedjes moesten gaan krijgen. Ze riep de hulp in van Steve Osborne (producer van onder andere Elbow, Doves en KT Tunstall). Met hem voegde ze nieuwe karakteristieken aan haar muziek toe, zoals een kinderkoor dat de liedjes voorziet van een vocale achtergrond, en een analoge opnametechniek die de muziek een klassieke tint toebrengt. Op 26 juli 2011 werd Carltons Rabbits on the Run (eveneens refererende aan Watership Down) uitgebracht onder het platenlabel Razor & Tie. Het bestaat uit tien nummers en is eveneens op elpee verkrijgbaar. Verder bracht Carlton op 21 november 2011 een ep uit, genaamd Hear The Bells, waarop een akoestische versie van het gelijknamige liedje staat dat tevens deel uitmaakt van Rabbits on the Run. Bovendien zijn op de ep twee kerstliederen te horen evenals haar hit A Thousand Miles, maar dan op akoestische wijze.

### Privé
Carlton trouwde op 27 december 2013 met zanger en gitarist John McCauley.

## Discografie

### Albums
- Be Not Nobody (2002)
- Harmonium (2004)
- Heroes and Thieves (oktober 2007)
- Hear the Bells (2011, ep)
- Rabbits on the Run (juli 2011)
- Icon (Best of) (2011, compilatie)
- Blue Pool (2015)
- Liberman (2015)
- Love is an Art (2020)

| Album met eventuele hitnotering(en) in de Nederlandse Album Top 100 | Datum van verschijnen | Datum van binnenkomst | Hoogste positie | Aantal weken | Opmerkingen |
| ------------------------------------------------------------------- | --------------------- | --------------------- | --------------- | ------------ | ----------- |
| Be Not Nobody                                                       | 2002                  | 06-07-2002            | 14              | 26           |             |

| Album met hitnotering(en) in de Vlaamse Ultratop 200 albums | Datum van verschijnen | Datum van binnenkomst | Hoogste positie | Aantal weken | Opmerkingen |
| ----------------------------------------------------------- | --------------------- | --------------------- | --------------- | ------------ | ----------- |
| Be Not Nobody                                               | 2002                  | 10-08-2002            | 17              | 13           |             |

### Singles
| Single met eventuele hitnotering(en) in de Nederlandse Top 40 | Datum van verschijnen | Datum van binnenkomst | Hoogste positie | Aantal weken | Opmerkingen        |
| ------------------------------------------------------------- | --------------------- | --------------------- | --------------- | ------------ | ------------------ |
| A Thousand Miles                                              | 12-02-2002            | 08-06-2002            | 6               | 17           |                    |
| Big Yellow Taxi                                               | 14-01-2003            | 15-2-2003             | 19              | 11           | met Counting Crows |

| Single met hitnotering(en) in de Vlaamse Ultratop 50 | Datum van verschijnen | Datum van binnenkomst | Hoogste positie | Aantal weken | Opmerkingen        |
| ---------------------------------------------------- | --------------------- | --------------------- | --------------- | ------------ | ------------------ |
| A Thousand Miles                                     | 12-02-2002            | 13-07-2002            | 4               | 18           |                    |
| Ordinary Day                                         | 14-04-2002            | 02-11-2002            | tip5            |              |                    |
| Big Yellow Taxi                                      | 14-01-2003            | 22-02-2003            | 33              | 6            | met Counting Crows |
| Pretty Baby                                          | 11-02-2003            | 08-03-2003            | tip17           |              |                    |
| Everybody's Got to Learn Sometime                    | 03-06-2004            | 12-06-2004            | tip13           |              | met Zucchero       |

### Radio 2 Top 2000
| Nummers met noteringen in de NPO Radio 2 Top 2000 | '05  | '06  | '07  | '08  | '09  | '10  | '11  | '12  | '13  |
| ------------------------------------------------- | ---- | ---- | ---- | ---- | ---- | ---- | ---- | ---- | ---- |
| A Thousand Miles                                  | 1969 | 1895 | -    | -    | -    | -    | -    | 1493 | -    |
| Big Yellow Taxi (met Counting Crows)              | 1577 | 1946 | 1322 | 1882 | 1950 | 1693 | 1726 | -    | 1880 |

1. ↑  Een '-' betekent dat het nummer niet was genoteerd en een vetgedrukt getal geeft de hoogste notering van een nummer aan.
2. ↑  2005 was het eerste jaar met een notering voor Vanessa Carlton.
3. ↑  Deze tabel is bijgewerkt tot en met de meest recente editie (2024).